# Agnese Ricco
Agnese Ricco (Erba, 20 aprile 1986) è un'ex calciatrice italiana, di ruolo attaccante.
Ha vestito anche i colori azzurri nell'Under-19, dove con 23 reti detiene il record di miglior realizzatrice di categoria, e nell'Under-20 impegnata nel mondiale 2004.

## Carriera

### Club
La carriera di Agnese Ricco inizia all'età di 4 anni, quando inizia a giocare nella scuola calcio dell'Arcellasco di Erba; successivamente fino all'età di 12 anni veste la maglia dell'Eupilio per poi intraprendere la carriera all'interno del calcio femminile dall'età di 13 anni. Veste per un anno la maglia della Vallassinese, fra le Under-15 e successivamente quella della Real Amatese (Cascina Amata di Cantù).
All'età di 15 anni esordisce con il Como 2000 in Serie A: in quegli anni vince anche il trofeo come miglior giovane. Successivamente, all'età di 18 anni, decide di affrontare un'esperienza all'estero sottoscrivendo un accordo con il Rapid Lugano per giocare in Lega Nazionale A, il massimo livello del campionato svizzero femminile di calcio, dalla stagione 2004-2005. Con le elvetiche rimane fino a novembre 2005, sfiorando il titolo svizzero, per poi accasarsi alla Torres nel gennaio 2006.
Per la stagione 2007-2008, Agnese Ricco passa al Fiammamonza, squadra dove rimane per tre stagioni. Lascia Monza dopo la retrocessione in Serie A2, avvenuta al termine del torneo 2009-2010.
Passa al Mozzanica e, quindi, al Milan, dove disputa la stagione 2011-2012. A seguito della retrocessione delle milanesi, nell'estate 2012, Ricco torna al Como 2000.

### Nazionale
Ha fatto parte dal 2000 al 2005 della Nazionale italiana Under-19, raggiungendo le semifinali al campionato europeo U19 di Finlandia 2004. Inserita dal tecnico Elisabetta Bavagnoli in rosa nella squadra che affronta le qualificazioni al Campionato europeo U19 di Ungheria 2005, il 28 settembre 2004 realizza una tripletta contro l'Armenia, ripetendosi due giorni più tardi siglando 3 delle 8 reti con cui le Azzurrine si impongono sulle pari età dell'Estonia..
Grazie al risultato ottenuto all'Europeo di Finlandia 2004, l'Italia accede al mondiale di categoria di Thailandia 2004, l'ultimo organizzato dalla FIFA per formazioni dall'età massima di 19 anni. Bavagnoli rinnova la fiducia a Ricco inserendola in rosa e impiegandola in tutte le tre partite del gruppo B giocate a Chiang Mai, dove nella fase a gironi le Azzurrine incontrano Brasile, Cina e Nigeria, segnando nelle prime due partite due dei tre gol realizzati nel torneo dalla Nazionale italiana, tuttavia con due sconfitte ed un pareggio non riesce ad accedere alla fase successiva.
Conta anche tre convocazioni in nazionale maggiore.